# フランク・ベック (イギリス陸軍士官)
フランク・レジナルド・ベック（英語: Frank Reginald Beck、1861年5月3日 – 1915年8月12日）は、イギリスの王室代理人、軍人。最終階級は大尉。ロイヤル・ヴィクトリア勲章受章者。王室に仕える使用人らを集めた志願兵中隊を創設し、第一次世界大戦中の1915年にこの部隊を率いてガリポリの戦いへ参戦した。しかしスヴラ湾上陸作戦で、ベックをはじめ中隊の大部分は行方不明となった。後に戦場近くで多数の遺体が発見されたことから、彼らはオスマン帝国軍の攻撃により戦死したものと考えられている。

## 前半生
ベックはノーフォークのオックスウィックで、サンドリンガムの王室代理人エドモンド・ベックの子として生まれた。ノース・エルムハムのノーフォーク・カウンティ・スクールで学んだ後、父の跡を継いでサンドリンガムの王室代理人となり、1891年からプリンス・オブ・ウェールズのエドワード（後のエドワード7世）に仕えた。エドワード7世が国王となった1901年から1910年、また次のジョージ5世が即位した1910年からもこの地位にとどまり続けた。1901年にロイヤル・ヴィクトリア勲章（4等級）、1906年にノルウェー王から聖オーラヴ勲章を受章した。
1906年、ベックはサンドリンガム志願兵中隊（国防義勇部隊第5大隊E中隊）の創設に関与した。この中隊には、王室地で働いていた馬丁、庭師、農園労働者、使用人などが参加していた。

## 第一次世界大戦
第一次世界大戦が勃発すると、ベックは高齢でありながらジョージ5世の制止を振り切ってイギリスの地中海遠征軍に身を投じ、敵国であるオスマン帝国領のガリポリに上陸した。1915年8月12日のスヴラ湾岸への上陸作戦に参加したベックの中隊には、彼の二人の甥（アーサー・エヴリンとアルバート・エドワード・アレクサンダー・ベック。いずれも武功十字章を受章）が参加していた。しかしこの日の戦闘中、サンドリンガム中隊の兵員の多くを含む、ロイヤル・ノーフォーク連隊の大部分が戦場で行方不明となった。その真相は何年も明らかにならず、「大隊が不思議な雲の中に消えていった」などといった伝説が流布した。
先王エドワード7世の王妃だったアレクサンドラ王太后は、自身に仕えていた者も多く含まれていたこの失踪劇の真相究明に強い関心を寄せていた。1918年にムドロス休戦協定が結ばれた後、180体の遺体が「トルコ軍の最前線から少なくとも800ヤード後方の1平方マイルに散らばっていた」のが発見されていた。この知らせは、アレクサンドラ王太后には伝えられなかった。また見つかった遺体の中から、ベックは特定できなかった。
戦後、オスマン軍士官のもとからベックの腕時計が返還された。これは、1915年にダイトン・プラウビン卿からベックへ贈られたものだった。1922年にはベックの子供たちら家族に改めて贈られた。

## 記念

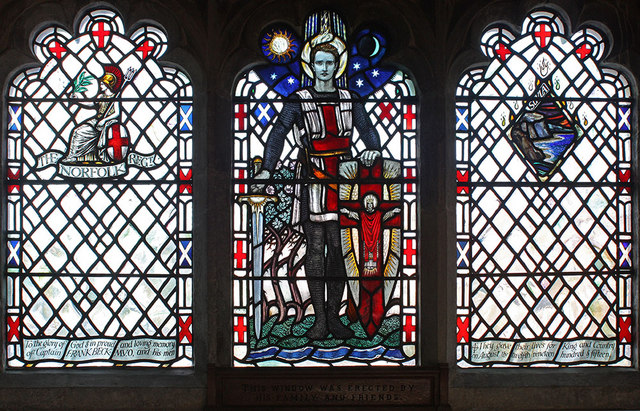
ウェストニュートンの聖ピーター・聖ポール教会にある、フランク・ベックを記念するステンドグラス

チャナッカレ県のヘレス記念碑には、ベックら墓が無い犠牲者たちの名が記念されている。故郷サンドリンガムの聖メアリー・モードリン教会には、ベックらを記念する真鍮製の飾り板がある。またウェストニュートンの聖ピーター・聖ポール教会には、カール・パーソンズの手によるステンドグラス窓がベックらを記念している。さらにサンドリンガム戦争記念十字架やウェストニュートン教区教会でも、スヴラ湾で死んだベックと18人の中隊員の記念が行われている。

## 映画
1999年、サンドリンガム中隊の設立とその運命を描いた映画『オール・ザ・キングスメン』が公開された。この映画では、デヴィッド・ジェイソンがフランク・ベックを演じた。

## 家族
1891年にメアリー・プランプトン・ウィルソンと結婚し、1男5女をもうけた。なお息子は幼年の内に死去している。